# Maria Hilf ob Guttaring

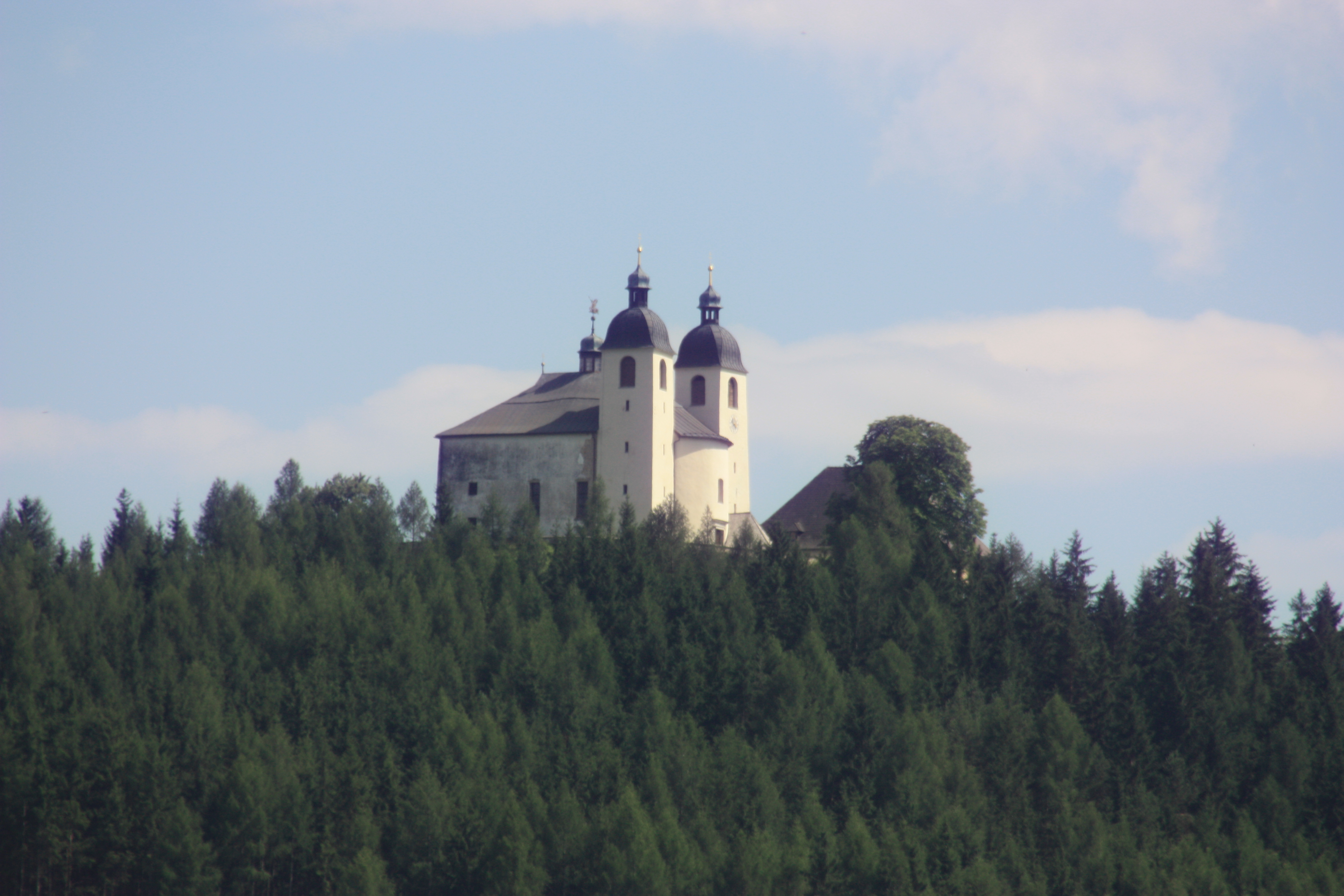
Maria Hilf ob Guttaring

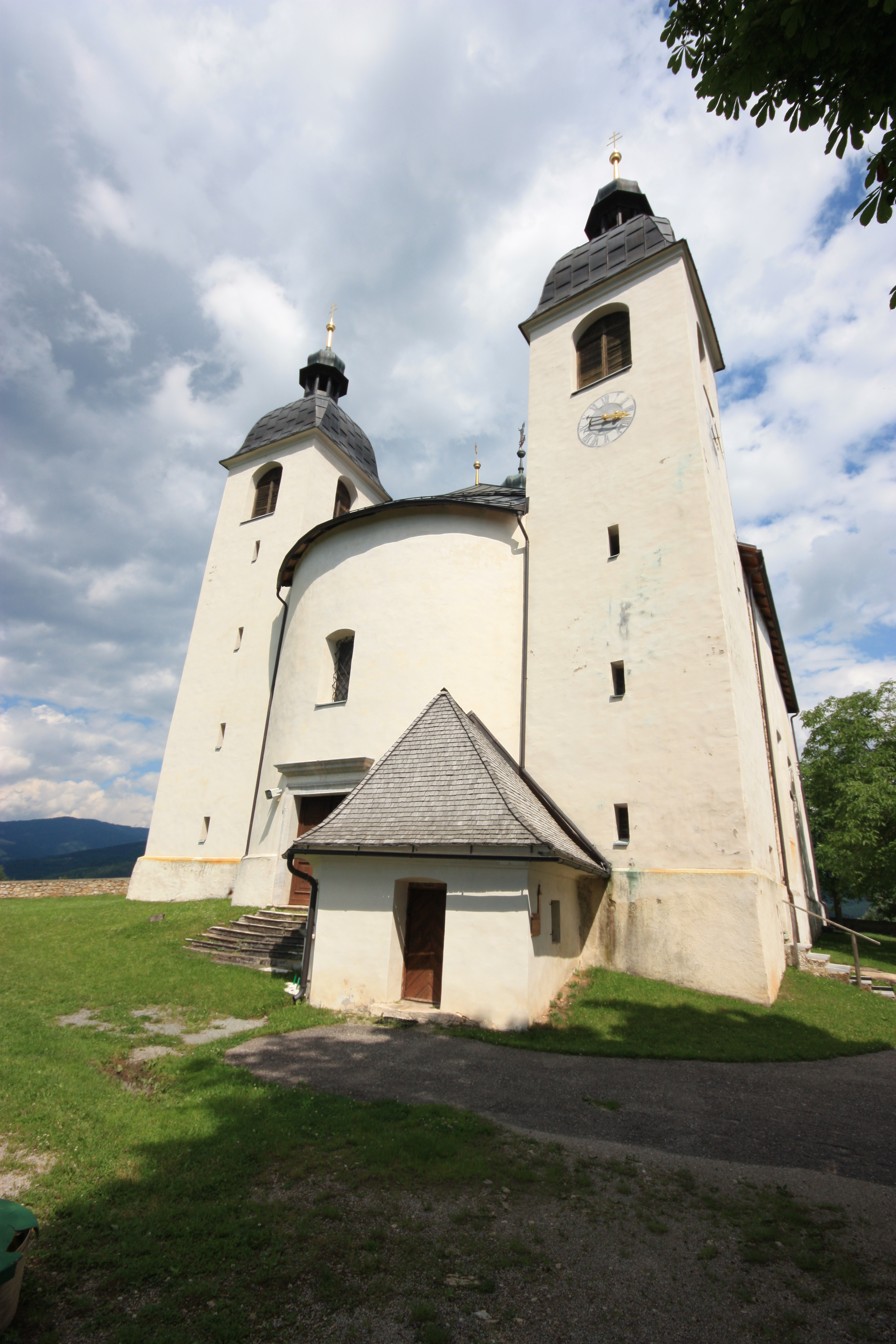

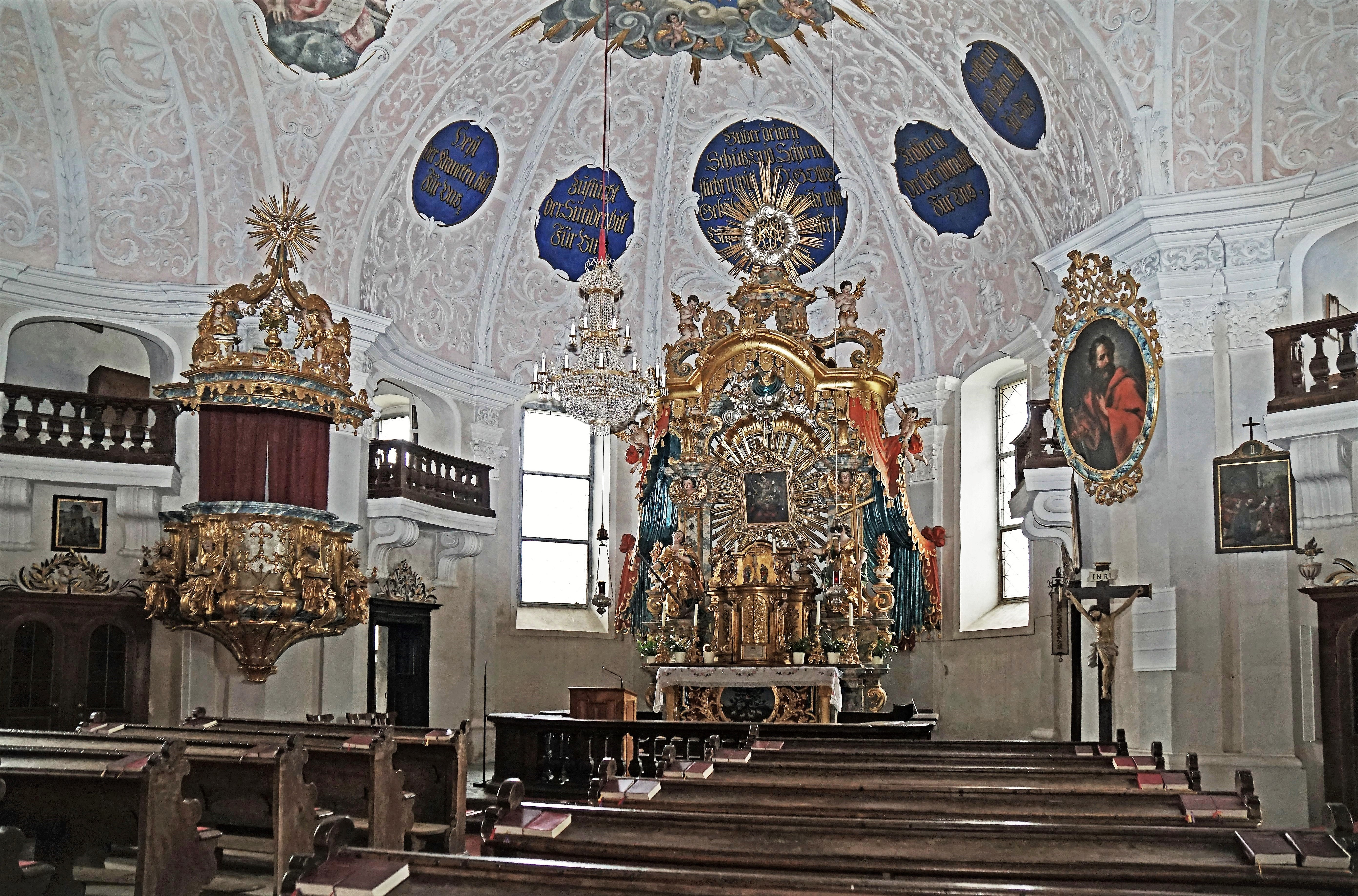
Innenansicht

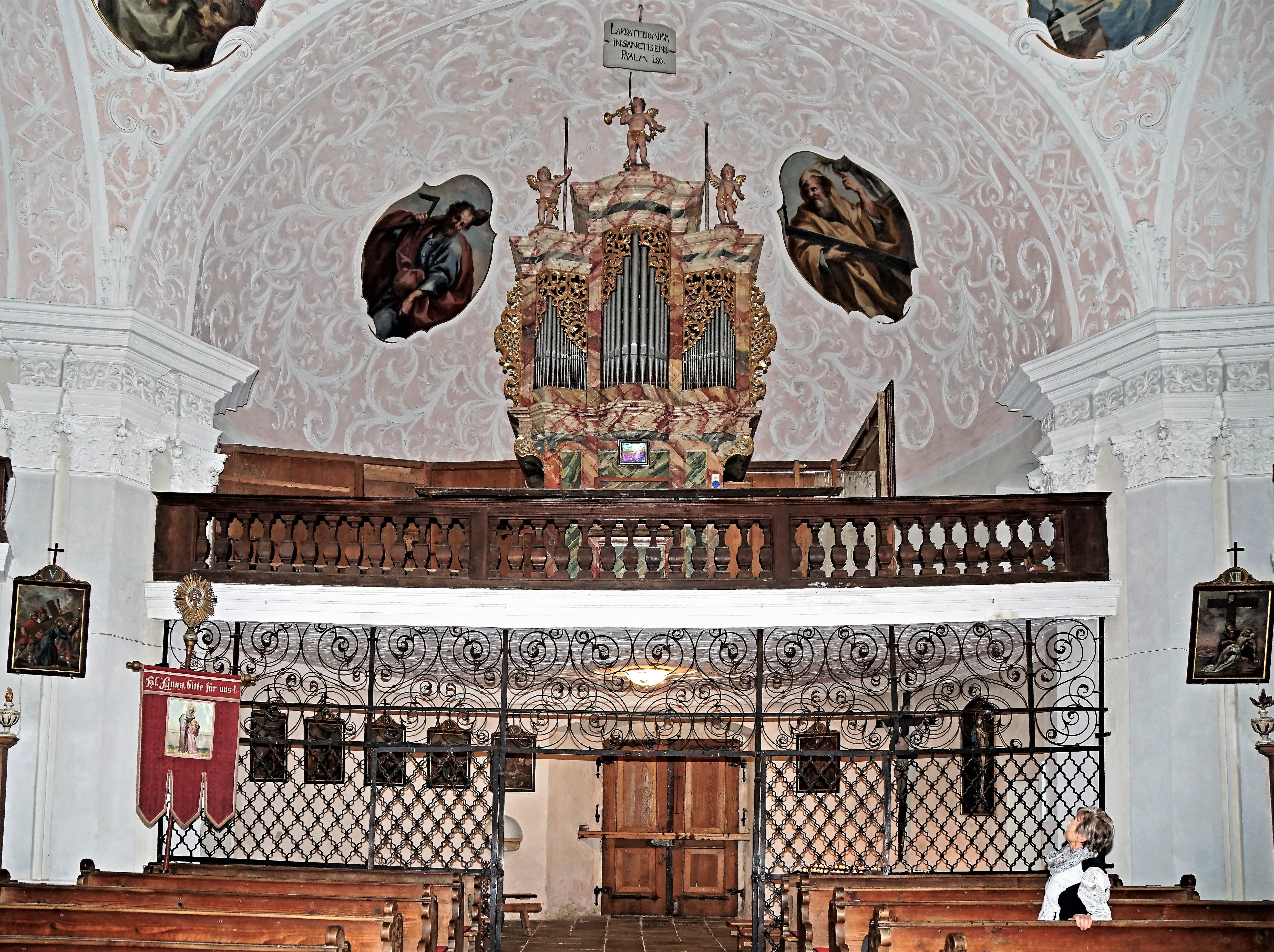
Orgelempore

Die Wallfahrts- und Filialkirche Maria Hilf in der zur Gemeinde Guttaring gehörenden Ortschaft Maria Hilf steht weithin sichtbar in 904 Meter Seehöhe auf der Anhöhe zwischen dem Guttaringer Becken und dem Görtschitztal. Die Filialkirche der Pfarre Guttaring ist eine der wenigen einheitlich spätbarocken Kirchen in Kärnten.

## Geschichte
Um 1640 stand auf der Anhöhe eine hölzerne Kapelle, die Bethfarn genannt wurde. 1692 ersetzte der Guttaringer Bürger A. Reiter das ursprüngliche Gnadenbild durch eine Kopie des Passauer Maria-Hilf-Bildes, über das der Wietinger Propst P. Albert Schrenk von Notzing eine gemauerte Kapelle errichten ließ. 1698 bat die Bevölkerung wegen der vielen Wallfahrer um die Einrichtung einer Kaplanei. Die heutige Kirche wurde ab 1725 errichtet und 1727 geweiht. Mitte  des 19. Jahrhunderts wurde Maria Hilf zur Expositur erhoben.

## Bauwerk
Die Kirche ist ein großräumiger Zentralbau mit Doppelturmfassade. Sie steht auf einem gelängten Vierpassgrundriss mit einer quadratischen Ummantelung. Die tieferen Konchen der Ost-West-Achse ragen weiter über die Ummantelung hinaus, dadurch ist die schmucklose Westfassade zwischen den Türmen konvex gekrümmt. Die Türme werden von glockenförmigen Helmen bekrönt. Über das achteckige Zeltkuppeldach erhebt sich eine Laterne mit einer Wetterfahne in Gestalt des Erzengels Michael als Drachentöter. In der Nord-, Ost- und Südkonche sind jeweils zwei Oratorien untergebracht. 
Das Gewölbe ist mit reichen Bandlwerkstukkaturen aus der Bauzeit und mit Medaillons mit Fresken von Georg Raf geschmückt. In den seitlichen Konchen sind die Geburt Christi und der Brückensturz des heiligen Johannes Nepomuk dargestellt. In der westlichen Konche sind der heilige Josef und der Apostel Simon, in den Trompen und in der Kuppel sind Evangelisten und Apostel zu sehen, in der Laterne die heilige Dreifaltigkeit.

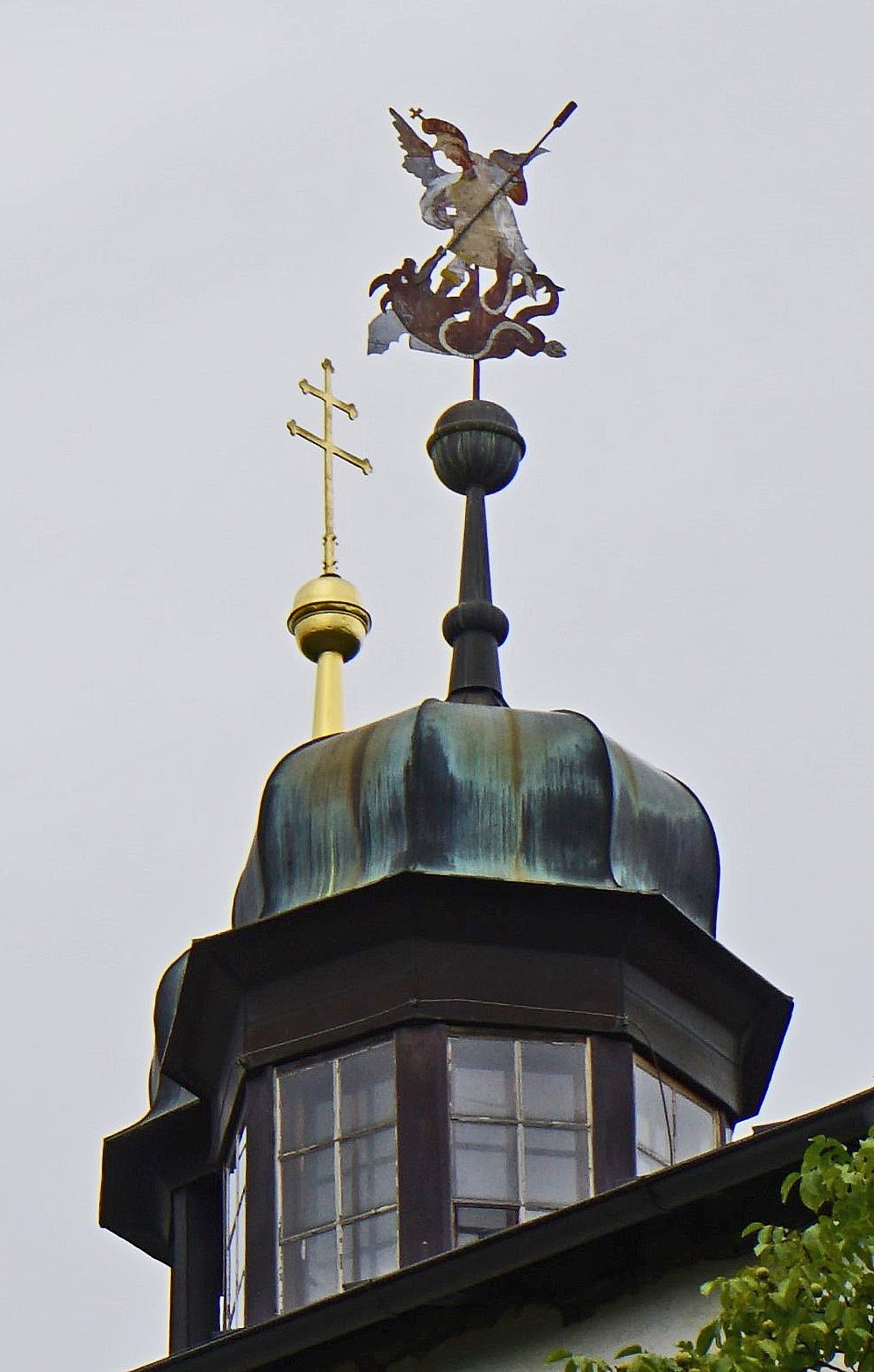
Wetterfahne
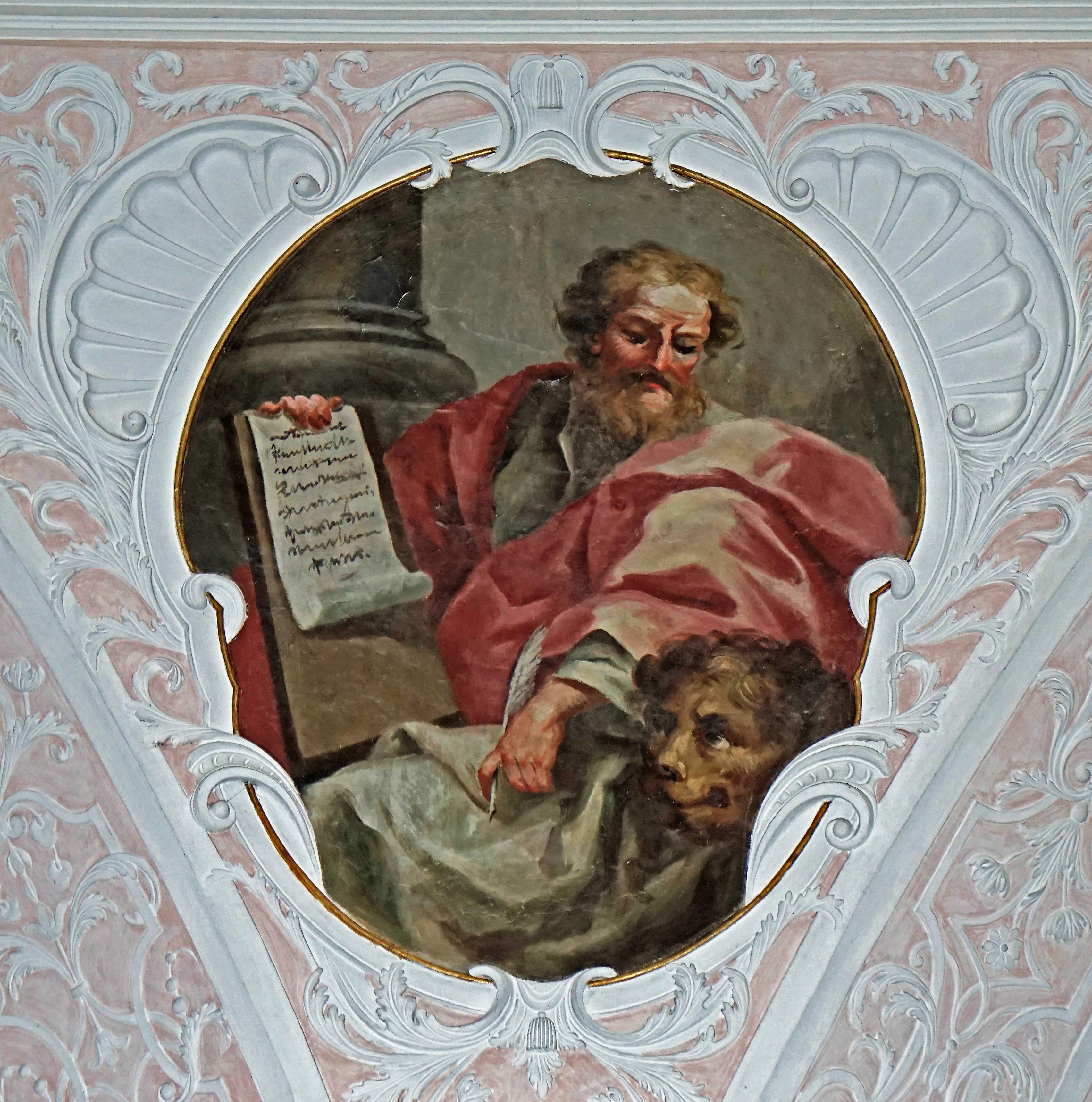
Fresko des Evangelisten Markus

## Einrichtung

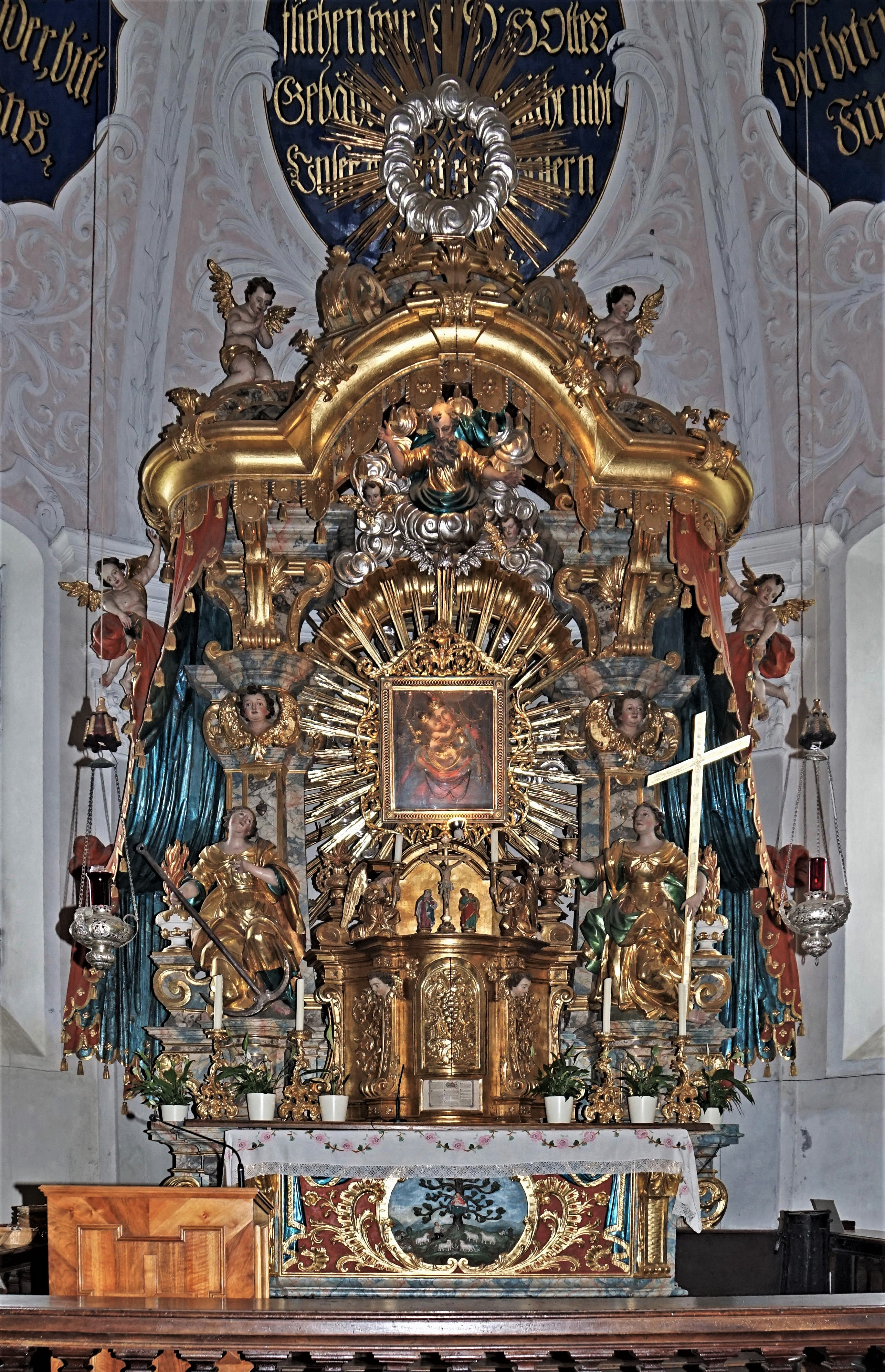
Hochaltar

Der um 1727 gebaute Hochaltar ist ein großer Baldachinaltar mit einem Gnadenbild. Das Gemälde ist eine Kopie der Innsbrucker Madonna von Lucas Cranach. Die seitlichen Schnitzfiguren symbolisieren die christlichen Tugenden Glaube und Hoffnung. Im Auszug wird die Figur des Gottvaters von Engel flankiert. Die Bekrönung des Altars bildet eine aus vier Voluten zusammengesetzte Krone mit abschließendem Marienmonogramm im Strahlenkranz. Das geschnitzte Antependium gibt die Gnadenbildlegende wieder.
Die Seitenaltäre werden Johann Pacher zugeschrieben. Der Stifter des linken, des Annenaltars, ist vermutlich Wolfgang Eggarter. Das Chronogramm an der Predella ist neu falsch geschrieben und ergibt das Jahr 1645 anstatt 1745. Das Bild der heiligen Anna mit der heiligen Maria malte Georg Raf. Die seitlichen Statuetten der heiligen Josef links und Joachim rechts schuf Johann Pacher.
Der rechte Seitenaltar entstand laut Chronogramm 1744 und wurde von Wolfgang Eggarter gestiftet. Das Hauptbild zeigt den heiligen Johannes Nepomuk, die seitlichen Skulpturen stellen wahrscheinlich Johannes vom Kreuz und Franz Xaver dar. Der Maler und der Bildhauer waren dieselben wie beim linken Seitenaltar.
Die Kanzel von 1767 trägt am Korb die Schnitzfiguren der Kirchenväter und am Schalldeckel eine vollplastische Darstellung der Verkündigung. Auch die Kanzel wird Johann Pacher zugeschrieben.
Bei dem Eingang zur Glockenstube hängt die erste Kopie des Maria-Hilf-Bildes von 1692, es war wahrscheinlich bis zur Anfertigung des neuen Gnadenbildes 1746 am Hauptaltar angebracht.
Die 14 Kreuzwegstationen vom Anfang des 19. Jahrhunderts werden durch ein 15. Bild mit der Darstellung der Auffindung des Christuskreuzes durch die heilige Helena ergänzt.
Die Orgel baute 1741 Martin Jäger. Die Kirchenstühle wurden 1744 gefertigt. 
Zur weiteren Einrichtung zählen ein um 1744 gemaltes Apostelbild des heiligen Paulus am südöstlichen Pfeiler, ein Ölbild der Maria Immaculata aus der zweiten Hälfte des 19. Jahrhunderts in der Vorhalle sowie Votivbilder mit der Burg Mannsberg aus dem 18. Jahrhundert, mit dem Brand von Althofen (1743) und dem Brand in Drasendorf (1743).

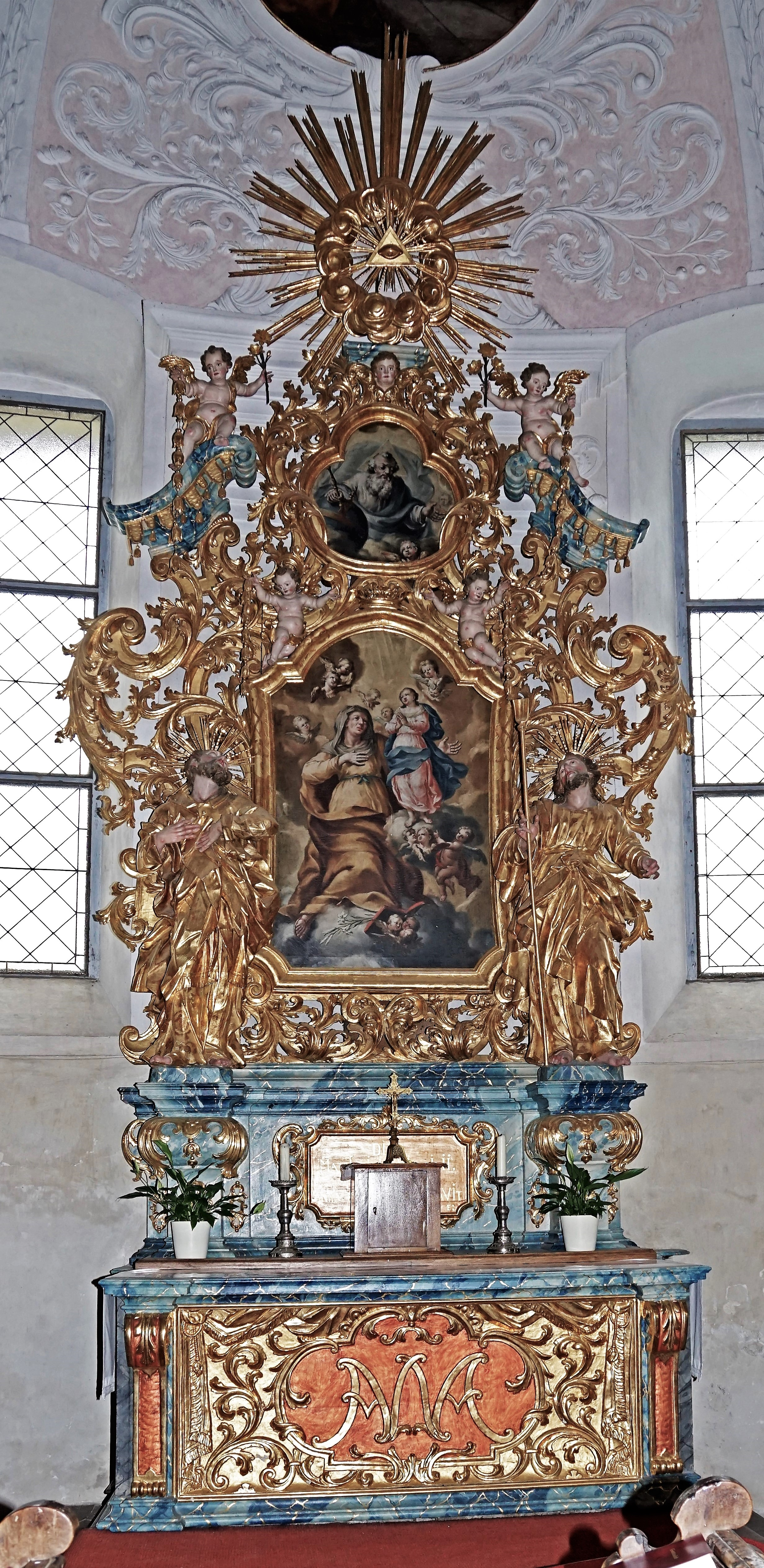
Linker Seitenaltar
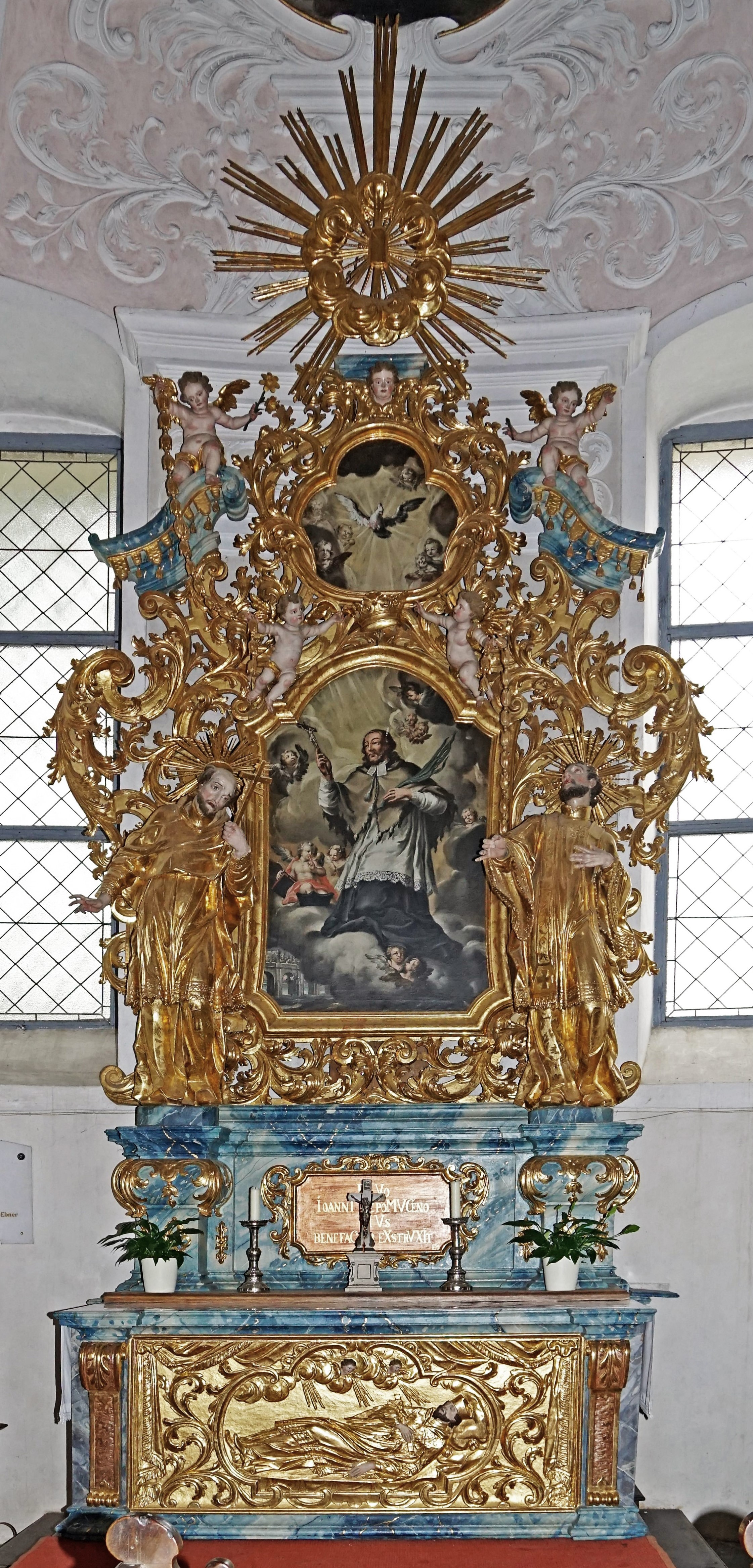
Rechter Seitenaltar